# Gorani
För andra betydelser, se Gorani (olika betydelser).
Gorani (även gurani) är en grupp av de nordväst iranska dialekterna som talas av kurder i den sydligaste delen av iranska Kurdistan och även i irakiska Kurdistan. Språket klassificeras som en del av zaza-gorani-grenen av de nordvästiranska språken. Hawrami-dialekten, som klassificeras som en dialekt av Gorani, är en distinkt dialekt som talas av Hawramifolket i en region som kallas för Hawraman vid den iransk-irakiska gränsen.
Även om gorani delar många drag hos nordkurdiska, centralkurdiska och sydkurdiska, som också talas av kurder, är gorani grammatiskt distinkt från dem och mer likt zazaki. Gorani talas i det sydvästra hörnet av den iranska provinsen Kurdistan och nordvästra hörnet i provinsen Kermanshah, liksom i delar av Halabja-regionen i irakiska Kurdistan och Hawramanbergen i gränsområdet mellan Iran och Irak.
De äldsta litterära dokumenten bland de kurdiska språken och dialekterna är skrivna på gorani.
Många goranitalare ansluter sig till den religiösa inriktningen yarsanism, med en stor mängd religiösa dokument skrivna på språket.
Gorani var en gång i tiden ett viktigt litterärt språk i de sydöstra delarna av det kurdiska området, men det har senare blivit ersatt av sorani. På 1800-talet blev gorani successivt ersatt av centralkurdiskan i flera städer både i Iran och Irak. Idag talas sorani i städerna Kirkuk, Meriwan och Halabja, som fortfarande är känt som en del av stora Gorani-regionen.

## Etymologi
Namnet Goran verkar vara av indo-iranskt ursprung. Namnet sägs komma från det gamla avestiska ordet gairi, vilket betyder berg. Ordet Gorani syftar på invånarna i bergen eller bergsborna och suffixet -i betyder 'från'. Ordet har använts för att beskriva bergsområden och regionernas samhällen i moderna kurdiska litterära texter.
Namnet Hawrami tros av vissa forskare komma från Guds namn i den religiösa urkunden Avesta – Ahura Mazda.

## Dialekter
Goranidialekterna är:
- Hawrami (Hewramî)
- Kenduleyi (Kenduleyî)
- Bajurwani (Bacurwanî)
- Bajelani (Bacelanî)
- Shabaki (Şebakî)
- Sarli (Sarlî)

## Hawrami
Hawrami (هەورامی; Hewramî) är ett av den största gruppen dialekter. Den anses samtidigt vara den mest ålderdomliga i hela gruppen. Den talas i Hawramanregionen, en bergig region i västra Iran (iranska Kurdistan), samt i nordöstra Irak (irakiska Kurdistan). De viktigaste städerna i denna region är Pawe i Iran och Halabja i Irak.

### Goran-kurderna
Det finns också stora grupper av yarsaniter i vissa regioner i iranska Azarbaijan. Staden Ilkhichi (İlxıçı), 87 km sydväst om staden Tabriz, är nästan helt och hållet befolkad av yarsaniter. Av politiska skäl, varav en var att skapa en tydlig identitet för dessa samhällen, har de inte kallats goran-kurder sedan början av 1900-talet. De går under olika namn, såsom Ali-Ilahis och Ahl-e Haqq. Grupper med liknande övertygelser finns också i iranska Kurdistan. Intressant nog håller sig både zazakifolket och goranifolket till en form av yazdanism.